# Liste der Baudenkmale im Landkreis Schaumburg
Die Liste der Baudenkmale im Landkreis Schaumburg enthält die nach dem Niedersächsischen Denkmalschutzgesetz geschützten Baudenkmale im niedersächsischen Landkreis Schaumburg. 
Der Übersicht und Länge halber ist die Liste nach den Städten und Gemeinden des Landkreises separiert. Diese Einteilung findet sich in der folgenden Tabelle, in der zu jedem Eintrag, soweit möglich, ein exemplarisches Foto eines Baudenkmals aus der jeweiligen Stadt oder Gemeinde zu finden ist.
| Bild                      | Stadt/Gemeinde | Karte | Liste                                              | Ortsteile |
| ------------------------- | -------------- | ----- | -------------------------------------------------- | --- |
|                           | Ahnsen         |       | Liste der Baudenkmale in Ahnsen                    | |
| Rittergut von Münchhausen | Apelern        |       | Liste der Baudenkmale in Apelern                   | - Apelern - Lyhren - Reinsdorf |
|                           | Auetal         |       | Liste der Baudenkmale in Auetal                    | |
|                           | Auhagen        |       | Liste der Baudenkmale in Auhagen                   | |
|                           | Bad Eilsen     |       | Liste der Baudenkmale in Bad Eilsen                | |
|                           | Bad Nenndorf   |       | Liste der Baudenkmale in Bad Nenndorf              | |
|                           | Beckedorf      |       | Liste der Baudenkmale in Beckedorf                 | |
|                           | Buchholz       |       | Liste der Baudenkmale in Buchholz (bei Stadthagen) | |
|                           | Bückeburg      |       | Liste der Baudenkmale in Bückeburg                 | |
|                           | Hagenburg      |       | Liste der Baudenkmale in Hagenburg                 | |
|                           | Haste          |       | Liste der Baudenkmale in Haste                     | |
|                           | Heeßen         |       | Liste der Baudenkmale in Heeßen                    | |
|                           | Helpsen        |       | Liste der Baudenkmale in Helpsen                   | |
|                           | Hespe          |       | Liste der Baudenkmale in Hespe                     | |
|                           | Heuerßen       |       | Liste der Baudenkmale in Heuerßen                  | |
|                           | Hohnhorst      |       | Liste der Baudenkmale in Hohnhorst                 | |
| Wasserschloss Hülsede     | Hülsede        |       | Liste der Baudenkmale in Hülsede                   | - Hülsede - Meinsen - Schmarrie |
|                           | Lauenau        |       | Liste der Baudenkmale in Lauenau                   | |
|                           | Lauenhagen     |       | Liste der Baudenkmale in Lauenhagen                | |
|                           | Lindhorst      |       | Liste der Baudenkmale in Lindhorst                 | |
|                           | Lüdersfeld     |       | Liste der Baudenkmale in Lüdersfeld                | |
|                           | Luhden         |       | Liste der Baudenkmale in Luhden                    | |
|                           | Meerbeck       |       | Liste der Baudenkmale in Meerbeck                  | |
|                           | Messenkamp     |       | Liste der Baudenkmale in Messenkamp                | |
|                           | Niedernwöhren  |       | Liste der Baudenkmale in Niedernwöhren             | |
|                           | Nienstädt      |       | Liste der Baudenkmale in Nienstädt                 | |
|                           | Nordsehl       |       | Liste der Baudenkmale in Nordsehl                  | |
|                           | Obernkirchen   |       | Liste der Baudenkmale in Obernkirchen              | |
|                           | Pohle          |       | Liste der Baudenkmale in Pohle                     | |
|                           | Pollhagen      |       | Liste der Baudenkmale in Pollhagen                 | |
|                           | Rinteln        |       | Liste der Baudenkmale in Rinteln                   | |
|                           | Rodenberg      |       | Liste der Baudenkmale in Rodenberg                 | |
|                           | Sachsenhagen   |       | Liste der Baudenkmale in Sachsenhagen              | |
|                           | Seggebruch     |       | Liste der Baudenkmale in Seggebruch                | |
| Schloss Stadthagen        | Stadthagen     |       | Liste der Baudenkmale in Stadthagen                | - Stadthagen - Bruchhof - Enzen - Hobbensen - Hörkamp/Langenbruch - Krebshagen - Probsthagen - Reinsen-Remeringhausen - Wendthagen/Ehlen |
|                           | Suthfeld       |       | Liste der Baudenkmale in Suthfeld                  | |
|                           | Wiedensahl     |       | Liste der Baudenkmale in Wiedensahl                | |
|                           | Wölpinghausen  |       | Liste der Baudenkmale in Wölpinghausen             | |